# Bánk (bán)
Bár–Kalán nemzetségbeli Bánk (? – 1228 után) szlavón bán, majd nádor, több vármegye ispánja, végül országbíró.

## Életrajza
Bánk a Bár–Kalán nemzetségből származott. 1199–1205-ig Abaúj vármegye, 1203-tól Zala vármegye ispánja, 1208–09-ben szlavón bán, 1209–10-ben bihari ispán. 1211–12-ben királynéi udvarispán, 1212-ben kevei ispán, 1212–13-ban nádor és pozsonyi ispán.
Az elterjedt monda szerint neje elrabolt becsületének megbosszulására összeesküvést szőtt, és megölte II. András feleségét, a meráni Gertrúdot. Valóban tudott az összeesküvésről, amelynek célja a német kegyencek uralmának megszüntetése lett volna. A pilisi hegyekben vadászgató királynét – II. András távollétében – 1213. szeptember 28-án valószínűleg Péter csanádi ispán ölte meg (bizonyosan csak annyit tudunk, hogy Petúr bánék köréből valaki). De mivel Bánkot is megvádolták a gyilkossággal való részvétellel, neki is meg kellett válnia tisztségétől. (Az összeesküvéshez kapcsolódik János esztergomi érsek híres kétértelmű levele, „A királynét megölni nem kell…”.)
1216-tól azonban már ismét a királyt szolgálta, aki őt „hű jobbágyának” nevezte, és 1217–1218-ban újra szlavón bánná tette. E tisztségében a helyi feljegyzések Banco néven is említik őt. Ezen túlmenően, amikor a király 1217-ben a Szentföldre ment, keresztes fogadalmát beváltani, János érsek mellett valószínűleg Bánkra is rábízta az ország kormányzását. II. András visszatértekor a sok panasz hallatára Bánkot másodszor is elmozdította pozíciójából, azonban 1221-ben ismét zászlósúrrá tette. 1221–22-ben országbíró, mellette fejéri, 1222-ben bodrogi és abaúji ispán.
Az 1213. évi összeesküvés részeseinek, köztük Bánknak vagyonát 1228-ban koboztatta el IV. Béla ifjabb király, a meggyilkolt Gertrúd királyné fia.
Azt, hogy ezen összeesküvés kiváltó oka Bánk ismeretlen (a szépirodalomban Melinda) nevű feleségének meggyaláztatása lett volna, csak egy 1268 után írt osztrák krónika említi először. A bécsi képes krónika (1358) és ennek nyomán a legtöbb későbbi feljegyzés ezt a történetet már tényként adja elő, holott alkalmasint csak Záh Felicián tragédiáját kenték rá, hogy az Anjou-kori történetírók – burkolt formában – mégis elbeszélhessék az aktuális, véres merényletet.

## Irodalmi emlékezete
A költők és írók  kiszínezték az eseményt, és az utókor Bánkot éppúgy Katona József drámájából ismerte meg, mint Tell Vilmost a Schilleréből. Érdekesség, hogy Bánk a gyilkosság idején Pozsony vármegye főispánja és az ország nádora volt, ami magasabb tisztség, mint a báni, amelyről addigra már négy éve, hogy leváltották, az irodalomban mégis báni tisztségében maradt meg. Bánk kortársa volt egyebek mellett Benedek vajda (Erdély) is.

### Főbb irodalmi művek Bánkról
- Valkai András: Bánk bán históriája, 1574
- Katona József: Bánk bán. Dráma öt szakaszban, 1819 – melynek alapján később Egressy Béni szövegkönyvére Erkel Ferenc operát komponált.
- Franz Grillparzer: Ein treuer Diener seines Herrn. Tragédia. Bécs, 1830

### Opera Bánk bánról
- Erkel Ferenc: Bánk bán